# Le Téméraire (maison d'édition)
Pour les articles homonymes, voir Téméraire.
Les éditions Le Téméraire sont une ancienne maison d'éditions française de bande dessinée ayant publié de la bande dessinée, des mangas et des comics. La maison d'éditions a cessé ses activités, par conséquent certaines séries publiées n'ont pas été terminées, d'autres ont été reprises par de nouveaux éditeurs.

## Historique
Deux hommes sont à l'origine des éditions Le Téméraire. Tout d'abord, Laurent Galmot, créateur et directeur d'une librairie à Cholet (Pays de Loire) dans les années 1980, éditeur du fanzine GRAFFITI et directeur indépendant des collections bande dessinée pour les éditions Vents d'Ouest dans les années 1990.
Il a aussi été créateur et directeur de deux revues mensuelles : GOTHAM  puis GOLEM et responsable des rachats/traductions de séries étrangères : Spaghetti Brothers, Tank Girl, Torpédo, Tunny Head. L'éditeur se targuait d'être le premier à avoir relancé la presse, moribonde à l'époque,.
Puis, Jean Wacquet, responsable de divers fanzines, dont Scarce, libraire à Lille (Dangereuses visions) dans les années 1980, organisateur de festival de bande dessinée, et qui de 1996 à 1999, sera le directeur de collection des éditions Le Téméraire, avant de rejoindre Soleil Productions en 2001.
La fin impromptue de la maison d'éditions a coupé court à certaines séries.

## Publications

### En bande dessinée
- Alban
- Amnésia
- Gothic, tome 1, réédité ensuite chez Delcourt
- Lance Crow Dog, reprise par Soleil Productions
- Némésis, reprise par Soleil Productions
- S.C.A.L.P.
- Sorcières de Christophe Chabouté, réédité chez Vents d'Ouest
- Yiu, reprise par Soleil Productions

### En comics[6]
- Aliens
  - Aliens - Éruption
  - Aliens / Predator - Espèces meurtrières
- Bloody Mary
- Goddess
- Golem
- Les Invisibles
- Jonny Double
- House of Secrets (La Maison des secrets)
- Marvels
- Preacher
  - Preacher Spécial
- Sandman de Neil Gaiman (Sandman (Le Maître des rêves))
  - Death : La vie n'a pas de prix et Le Choix d'une vie
- Sandman Mystery Theatre (Les Mystérieuses Enquêtes de Sandman)
- Le Soldat Inconnu
- Strangers in Paradise, reprise par la suite par Bulle Dog puis Kymera.
- Superman - Paix sur Terre
- Transmetropolitan

### En mangas
- Manga X, série de mangas érotiques de divers auteurs